# Wołyń Łuck
Wołyń Łuck (ukr. Футбольний клуб «Волинь» Луцьк, Futbolnyj Kłub „Wołyń” Łućk) – ukraiński klub piłkarski z siedzibą w Łucku. Założony w roku 1960.
Występuje w rozgrywkach ukraińskiej Perszej-lihi.

## Historia
Chronologia nazw:
- 1960—luty 1968: Wołyń Łuck (ukr. «Волинь» Луцьк)
- marzec 1968—1971: Torpedo Łuck (ukr. «Торпедо» Луцьк)
- 1972—1976: SK Łuck (ukr. СК «Луцьк»)
- 1977—1988: Torpedo Łuck (ukr. «Торпедо» Луцьк)
- 30.01.1989—25.05.2001: Wołyń Łuck (ukr. «Волинь» Луцьк)
- 25.05.2001—7.07.2002: SK Wołyń-1 Łuck (ukr. СК «Волинь-1» Луцьк)
- 7.07.2002—...: Wołyń Łuck (ukr. «Волинь» Луцьк)

Drużyna piłkarska w Łucku została założona w 1960 roku. Wołyń Łuck często zmieniał nazwę – nazywał się Torpedo Łuck i SK Łuck. Klub brał udział w rozrywkach piłkarskich byłego ZSRR. Pierwszy mecz rozegrany przez zespół „Wołyń” odbył się 10 kwietnia 1960 roku w Kirowohradzie przeciwko miejscowej drużynie „Zirka”. W tym meczu „Wołyń” zdobył pierwsze zwycięstwo (3:1), a Wołodymyr Bojczenko zdobył pierwszą bramkę dla „Wołynia” (w tym meczu zdobył 3 bramki). Pierwszy mecz u siebie zespół rozegrał 2 maja 1960 przeciwko Sudnobudiwnyka Mikołajów, który zakończył się remisem (0:0), a pierwsze zwycięstwo jako gospodarz „Wołyń” zdobył 7 maja w meczu przeciwko czerniowieckiego „Awanhardu” z wynikiem 2:1, pierwszą bramkę u siebie zdobył Wiktor Pjasecki. Pierwszym trenerem zespołu „Wołyń” był Borys Niemec.
Debiutancki sezon nie wypadł najlepiej drużynie, zajęli 13 miejsce z 17 zespołów, jednak przez cały sezon znajdowali się w pierwszej dziesiątce.
Od początku rozrywek w niezależnej Ukrainie klub występował w Wyższej Lidze. Pierwszy mecz odbył się w Stanisławowie przeciwko Spartak Iwano-Frankiwsk oraz pierwszego gola w nowej historii klubu zdobył Ihor Plotko w następnej grze z FC Bukovina. Latem główny trener Myron Markewicz bez ostrzeżenia opuścił klub i udał się do Lwowa.
Po 5 sezonach w ekstraklasie klub spada do Pierwszej Ligi. Od sezonu 1996/97 do 2001/02 klub występuje w Pierwszej Lidze aby powrócić do Wyższej Ligi. W okresie od 25 maja 2001 do 7 lipca 2002 roku klub nazywał się SK Wołyń-1 Łuck, później z powrotem przywrócono pierwotną nazwę Wołyń Łuck.
W latach 2006–2010 znowu występował w Pierwszej Lidze.

## Sukcesy

### Trofea międzynarodowe
Do chwili obecnej klub jeszcze nigdy nie zakwalifikował się do rozgrywek europejskich.

### Trofea krajowe
Ukraina
| \| \| Zdobyte trofea w rozgrywkach Ukrainy (stan na: 31-05-2012) \| |                                                            |      |                  |
| Rozgrywki                                                           | Osiągnięcie                                                | Razy | Sezon(y)         |
| · Mistrzostwo                                                       | I miejsce                                                  | 0    |                  |
| · Mistrzostwo                                                       | II miejsce                                                 | 0    |                  |
| · Mistrzostwo                                                       | III miejsce                                                | 0    |                  |
| · Mistrzostwo                                                       | 5 miejsce                                                  | 1    | 1992 (grupa B)   |
| Puchar                                                              | zdobywca                                                   | 0    |                  |
| Puchar                                                              | finalista                                                  | 0    |                  |
| Puchar                                                              | półfinalista                                               | 3    | 2003, 2010, 2012 |
| II liga                                                             | I miejsce                                                  | 1    | 2002             |
| II liga                                                             | II miejsce                                                 | 1    | 2010             |
| II liga                                                             | III miejsce                                                | 0    |                  |
| Ukraina                                                             | Zdobyte trofea w rozgrywkach Ukrainy (stan na: 31-05-2012) |      |                  |

ZSRR
| \| \| Zdobyte trofea w rozgrywkach Związku Radzieckiego (stan na: 1-01-1992) \| |                                                                        |      |                                                    |
| Rozgrywki                                                                       | Osiągnięcie                                                            | Razy | Sezon(y)                                           |
| Mistrzostwo                                                                     | I miejsce                                                              | 0    |                                                    |
| Mistrzostwo                                                                     | II miejsce                                                             | 0    |                                                    |
| Mistrzostwo                                                                     | III miejsce                                                            | 0    |                                                    |
| Puchar                                                                          | zdobywca                                                               | 0    |                                                    |
| Puchar                                                                          | finalista                                                              | 0    |                                                    |
| Puchar                                                                          | 1/16 finału                                                            | 1    | 1988                                               |
| II liga                                                                         | I miejsce                                                              | 0    |                                                    |
| II liga                                                                         | II miejsce                                                             | 0    |                                                    |
| II liga                                                                         | III miejsce                                                            | 0    |                                                    |
| II liga                                                                         | 13 miejsce                                                             | 2    | 1960 (1 grupa ukraińska), 1962 (2 grupa ukraińska) |
|                                                                                 | Zdobyte trofea w rozgrywkach Związku Radzieckiego (stan na: 1-01-1992) |      |                                                    |

### Inne trofea
- Mistrzostwo Ukraińskiej SRR:
  - mistrz (1x): 1989
  - brązowy medalista (1x): 1975

## Rywalizacja lokalna
Derby Zachodniej Ukrainy należy do najważniejszych na Ukrainie. Do pierwszego meczu pomiędzy Wołynią i Karpatami doszło tuż po odzyskaniu niepodległości przez Ukrainę w 1990.

## Stadion
Od czasu swojego założenia klub rozgrywa swoje mecze domowe na stadionie Awanhard. Po ostatniej rekonstrukcji 2002 może pomieścić 10 792 widzów i ma wymiary 106 × 75 metrów. Stadion należy do miasta Luck.

## Piłkarze

### Obecny skład
Stan na 5.10.2018
| Nr | Poz. | Piłkarz                                   |
| -- | ---- | ----------------------------------------- |
| 1  | BR   | Ołeksandr Worobej                         |
| 3  | OB   | Serhij Siminin                            |
| 4  | OB   | Wałerij Bołdenkow                         |
| 5  | OB   | Miha Goropevšek                           |
| 7  | PO   | Ołeh Herasymiuk                           |
| 8  | NA   | Siavash Hagh Nazari                       |
| 10 | PO   | Andrij Jakowlew                           |
| 11 | PO   | Wołodymyr Korobka                         |
| 16 | PO   | Artur Riabow                              |
| 18 | OB   | Rudolf Suchomłynow                        |
| 19 | PO   | Ołeksij Zinkewycz                         |
| 20 | NA   | Ihor Karpenko (wypożyczony z Karpat Lwów) |
| 22 | PO   | Ołeh Marczuk                              |

| Nr | Poz. | Piłkarz                                     |
| -- | ---- | ------------------------------------------- |
| 23 | OB   | Władysław Krawczenko                        |
| 25 | OB   | Nazar Stasyszyn (wypożyczony z Karpat Lwów) |
| 27 | PO   | Bruninho                                    |
| 29 | PO   | Denys Kożanow                               |
| 30 | PO   | Mladen Bartulović                           |
| 32 | OB   | Serhij Pet'ko                               |
| 34 | OB   | Ołeksandr Kłymeć                            |
| 42 | BR   | Witalij Nedilko                             |
| 44 | OB   | Jewhen Neplach                              |
| 47 | BR   | Bohdan Kohut                                |
| 89 | NA   | Dmytro Koźban                               |
| 93 | OB   | Iwan Ciupa                                  |
| 95 | OB   | Wasyl Kurko                                 |

### Piłkarze na wypożyczeniu
| Nr | Poz. | Piłkarz                                            |
| -- | ---- | -------------------------------------------------- |
|    | PO   | Jewhen Kotiun (wypożyczony do Podilla Chmielnicki) |

## Trenerzy
- 1960:  Borys Niemiec
- 1960:  Mykoła Hawryluk
- 1961:  Jewhen Horbunow
- 1962–1964:  Władimir Jeriemiejew
- 1965–06.1965:  Dmytro Alimow
- 07.1965–05.1968:  Jurij Hołowej
- 05.1968–1969:  Borys Wołoszczuk
- 1970–1971:  Jurij Awanesow
- 1972–17.07.1973:  Mychajło Rybak
- 19.07.1973–1976:  Ernest Kesłer
- 1977–1978:  Wołodymyr Bajsarowycz
- 1979:  Jewgienij Piestow
- 1980–1983:  Wjaczesław Perszyn
- 1984–1987:  Myron Markewicz
- 1988–1990:  Witalij Kwarciany
- 01.1991–06.1992:  Myron Markewicz
- 08.1992–09.1994:  Roman Pokora
- 09.1994:  Łeonid Bakaj (p.o.)
- 09.1994–04.1996:  Witalij Kwarciany
- 04.1996:  Ołeksij Jeszczenko (p.o.)
- 04.1996–06.1996:  Jurij Diaczuk-Stawycki
- 07.1996–06.1997:  Anatolij Radenko
- 07.1997–11.1997:  Ołeksij Jeszczenko
- 01.1998–05.1999:  Jurij Szulatycki
- 05.1999–11.2000:  Ołeksij Jeszczenko
- 01.2001–06.2003:  Witalij Kwarciany
- 06.2003:  Stepan Pawłow (p.o.)
- 07.2003–31.12.2011:  Witalij Kwarciany
- 08.01.2012–26.04.2013:  Anatolij Demjanenko
- 26.04.2013–07.05.2013:  Anatolij Piskoweć (p.o.)
- 07.05.2013–13.07.2017:  Witalij Kwarciany
- 13.07.2017–25.08.2017:  Jarosław Komziuk
- 25.08.2017–30.11.2017:  Albert Szachow
- 30.11.2017–31.05.2018:  Wiktor Bohatyr
- 01.06.2018–...:  Andrij Tłumak